# Seubun Ayon
Seubun Ayon is een bestuurslaag in het regentschap Aceh Besar van de provincie Atjeh, Indonesië. Seubun Ayon telt 336 inwoners (volkstelling 2010).